# Chaetocnema mannerheimii
Chaetocnema mannerheimii är en skalbaggsart som först beskrevs av Leonard Gyllenhaal 1827.  Chaetocnema mannerheimii ingår i släktet Chaetocnema, och familjen bladbaggar. Arten är reproducerande i Sverige.